# Lutjanus dodecacanthoides
Lutjanus dodecacanthoides és una espècie de peix de la família dels lutjànids i de l'ordre dels perciformes.

## Morfologia
- Els mascles poden assolir 30 cm de longitud total.[4][5]

## Hàbitat
És un peix marí de clima tropical i associat als esculls de corall que viu fins als 30 m de fondària.

## Distribució geogràfica
Es troba a Indonèsia, les Filipines i Taiwan.